# Wang Xianyuan
Wang Xianyuan, född 427, död 464, var en kinesisk kejsarinna av Liu Song mellan 454 och 464. Hon var gift med kejsar Xiaowu av Liu Song och mor till kejsar Liu Ziye och prinsessan Liu Chuyu. 
Hon var sondotter till minister Wang Gu och kom ur en adlig familj med kunglig påbrå. Hennes giftermål ägde rum 443. 
Vid sin makes tronbestigning 454 fick hon titeln kejsarinna. Hon hade inget inflytande under sin makes regeringstid, och han var känd för att försumma henne till förmån för sitt harem av konkubiner. Hennes make hotade dock aldrig hennes position som kejsarinna, och som sådan officierade hon vid den berömda silkesceremonin, som skulle utföras av kejsarinnan. 
När hennes son besteg tronen 464 gav han henne titeln änkekejsarinna. Hon begick självmord genom att ge order till sina hovdamer att döda henne, på grund av missnöje över sin sons regering. 